# Ljube Boškoski
Ljube Boškoski (em macedônio/macedónio:  Љубе Бошкоски) (nascido em 24 de outubro de 1960 em Čelopek, município de Brvenica, República Socialista da Macedônia, atual Macedônia do Norte), conhecido entre os seus partidários como "Irmão Ljube" (em macedônio/macedónio:  Брат Љубе, Brat Ljube), é um político macedônio e antigo Ministro dos Assuntos Internos da República da Macedônia.
Ele supervisionou uma unidade de elite de operações especiais da polícia macedônia na sua qualidade de Ministro dos Assuntos Internos. Boškoski viria a ser acusado de "responsabilidade superior" pelo Tribunal Penal Internacional para a antiga Iugoslávia por crimes de guerra durante o Conflito na Macedônia de 2001, mas foi absolvido de todas as acusações. Após o seu regresso à Macedônia, Boškoski e seus apoiadores se separaram do VMRO-DPMNE para formar o Unidos para a Macedônia, que foi considerado um sério concorrente nas eleições parlamentares de 2011, mas não obteve nenhum assento no parlamento.
Em 6 de junho de 2011, um dia após a eleição, ele foi preso pela polícia e detido pelo tribunal por suposto financiamento ilegal da campanha eleitoral. Atualmente está na prisão, cumprindo uma sentença de sete anos por financiamento ilegal de campanha e abuso de poder durante a campanha eleitoral de 2011 do seu partido.